# Một trăm ngày đầu tiên
Một trăm ngày đầu tiên trong nhiệm kỳ đầu của một Tổng thống Hoa Kỳ đôi khi được sử dụng để đo sự thành công và các thành tựu của một tổng thống trong thời gian quyền lực và tầm ảnh hưởng của tổng thống đó đang ở mức cao nhất. Thuật ngữ này được đặt ra trong một bài phát biểu qua radio ngày 24 tháng 7 năm 1933 của Tổng thống Hoa Kỳ Franklin D. Roosevelt, mặc dù lúc đó ông đang nói về phiên 100 ngày của Quốc hội Hoa Kỳ khóa 73 từ ngày 9 tháng 3 tới 17 tháng 6, hơn là 100 ngày đầu tiên của chính quyền của ông.